# Shun Asō
Shun Asō (japanisch 麻生 瞬 Asō Shun; * 23. April 1985 in der Präfektur Osaka) ist ein ehemaliger japanischer Fußballspieler.

## Karriere
Asō erlernte das Fußballspielen in der Schulmannschaft der Yokkaichi Chuo Technical High School und der Universitätsmannschaft der Kansai Gaidai University. Seinen ersten Vertrag unterschrieb er 2008 beim Japan Soccer College. Für den Verein absolvierte er 28 Ligaspiele. 2010 wechselte er zum AC Nagano Parceiro. Am Ende der Saison 2010 stieg der Verein in die Japan Football League auf. Für den Verein absolvierte er sieben Ligaspiele. 2012 wechselte er zum Ligakonkurrenten Sagawa Printing (SP Kyoto FC). Für den Verein absolvierte er 61 Ligaspiele. 2016 wechselte er zum Drittligisten Kagoshima United FC. Ende 2016 beendete er seine Karriere als Fußballspieler.